# Wilmington (Massachusetts)
Wilmington é uma vila localizada no condado de Middlesex no estado estadounidense de Massachusetts. No Censo de 2010 tinha uma população de 22.325 habitantes e uma densidade populacional de 502,4 pessoas por km².

## Geografia
Wilmington encontra-se localizado nas coordenadas 42° 33′ 53″ N, 71° 09′ 52″ O. Segundo o Departamento do Censo dos Estados Unidos, Wilmington tem uma superfície total de 44.44 km², da qual 43.97 km² correspondem a terra firme e (1.04%) 0.46 km² é água.

## Demografia
Segundo o censo de 2010, tinha 22.325 pessoas residindo em Wilmington. A densidade populacional era de 502,4 hab./km². Dos 22.325 habitantes, Wilmington estava composto pelo 93.48% brancos, o 0.78% eram afroamericanos, o 0.08% eram amerindios, o 3.72% eram asiáticos, o 0.06% eram insulares do Pacífico, o 0.52% eram de outras raças e o 1.36% pertenciam a duas ou mais raças. Do total da população o 1.81% eram hispanos ou latinos de qualquer raça.